# Monument von Sokołowo

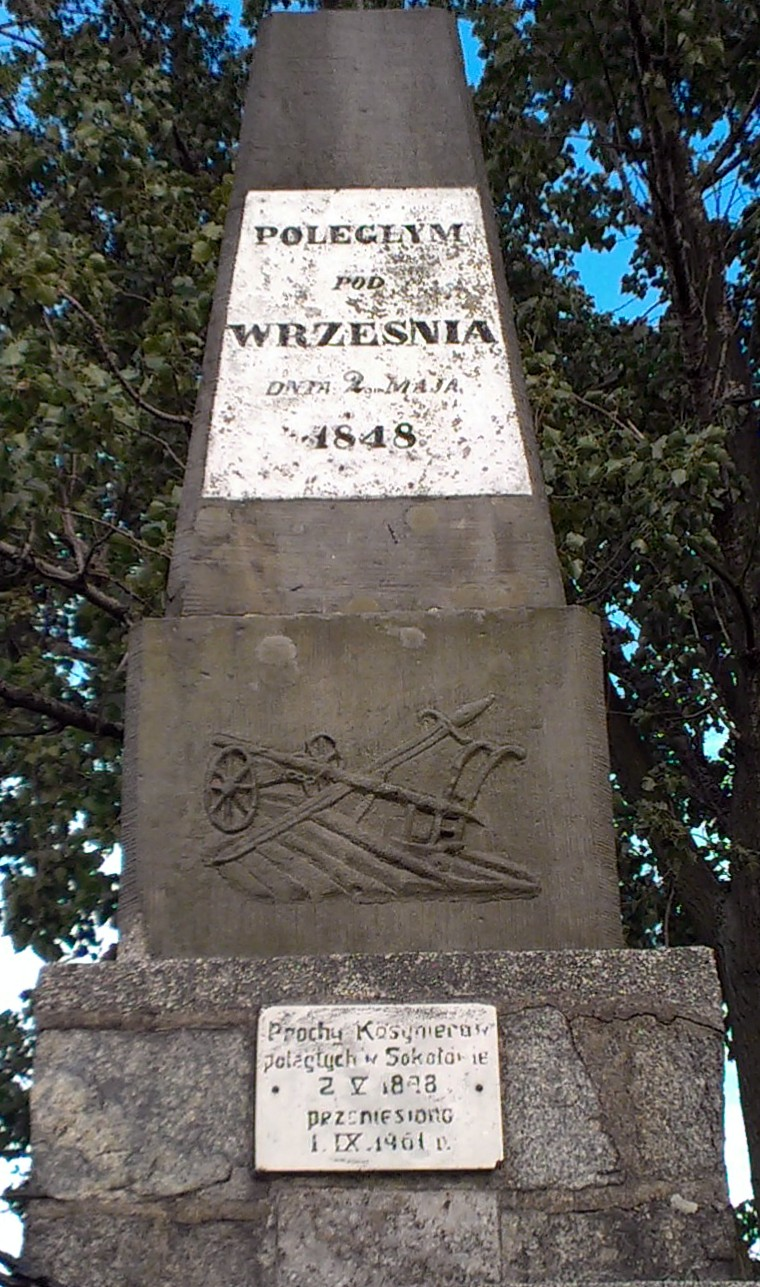
Denkmal zur Erinnerung an die Opfer der Schlacht von Sokolov am 2. Mai 1848

Plan des Denkmals

Das Monument von Sokołowo (polnisch Pomnik pod Sokołowem) ist ein Denkmal zum Gedenken an die Opfer der Schlacht von Sokołowo, die am 2. Mai 1848 während des Großpolnischen Aufstands stattfand. 

## Lage
Das Denkmal befindet sich an der Droga krajowa (Landesstraße) 15 am Rande des Dorfes Sokołowo in der Nähe der Stadt Września (Wreschen) im großpolnischen Powiat Wrzesiński.

## Geschichte des Denkmals
Bei dem Kampf stand zusammen mit lokalen Bauern eine Einheit der polnischen Aufständischen unter Führung von Ludwik Mierosławski einem gemischten preußischen Verband unter Generalmajor Alexander Adolf von Hirschfeld gegenüber. Das für die Polen siegreiche Gefecht kostete mehr als 300 Aufständischen das Leben. Von diesem Ereignis handelt auch das 1848er-Lied (poln. Pieśń o 1848 roku). Das Monument wurde nach den Anweisungen Cyprian Kamil Norwids ausgeführt.
Nachdem das Denkmal im Herbst in Form eines Obelisken 1848 errichtet wurde, fand die Einweihung am 23. November 1848 statt. 1926 wurde der Platz dank der Großzügigkeit des Grafen Mycielski mit stilisierten Kriegssensen eingezäunt. Während der deutschen Besetzung wurde die Statue von den Nazis zerstört. Nach Ende des Zweiten Weltkriegs im Jahr 1945 wurde das Bauwerk rekonstruiert und 1961 ein Denkmal auf einem acht Meter hohen Hügel platziert. 1998 wurde das Gebäude zur Feier des 150. Jahrestags des Völkerfrühlings renoviert.

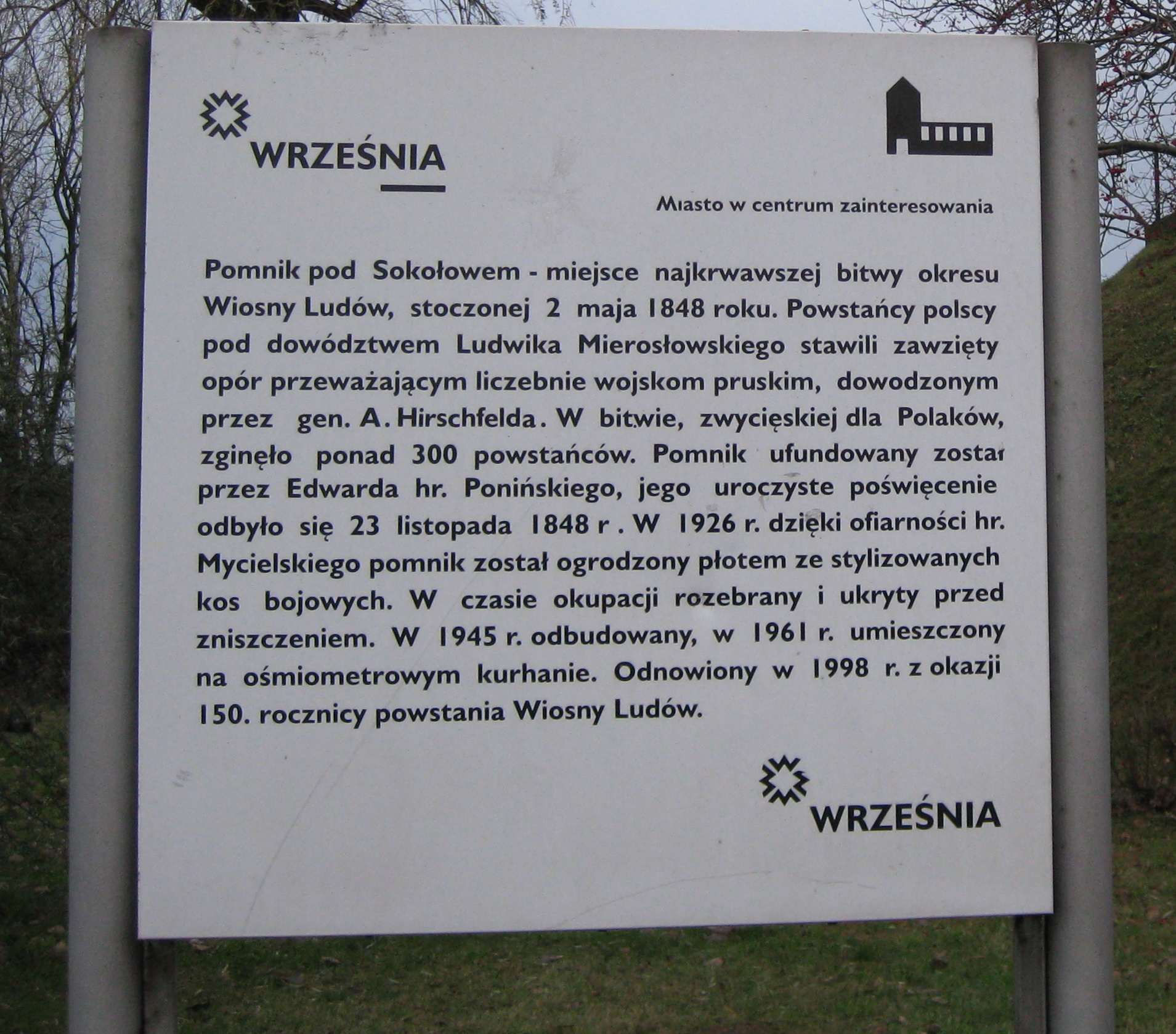
Informationen Gedenktafel am Denkmal
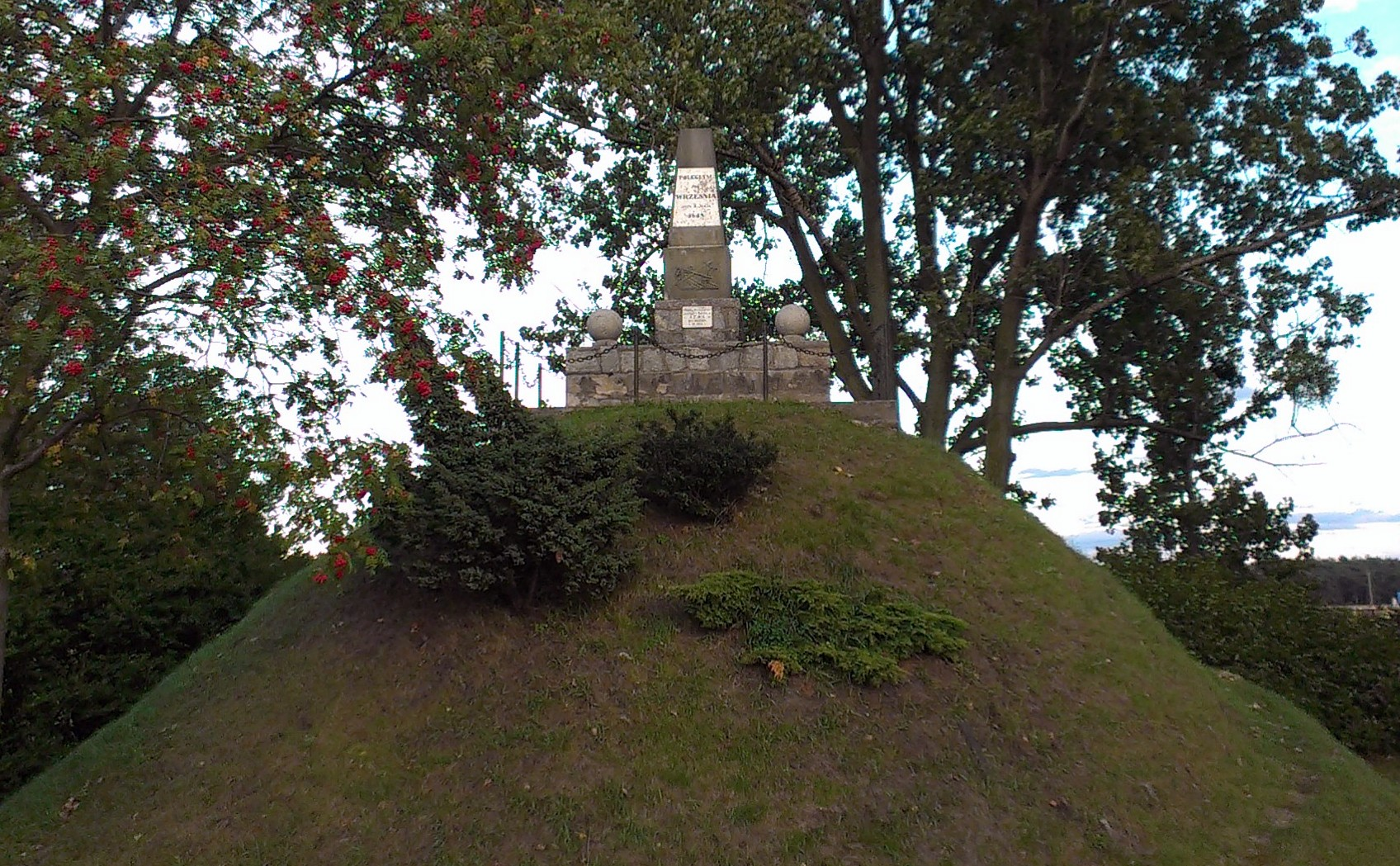
Erdhügel und Monument
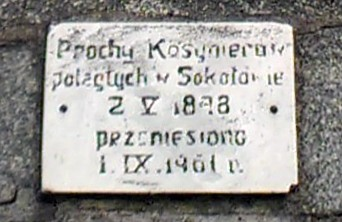
Informationen auf der Gedenktafel
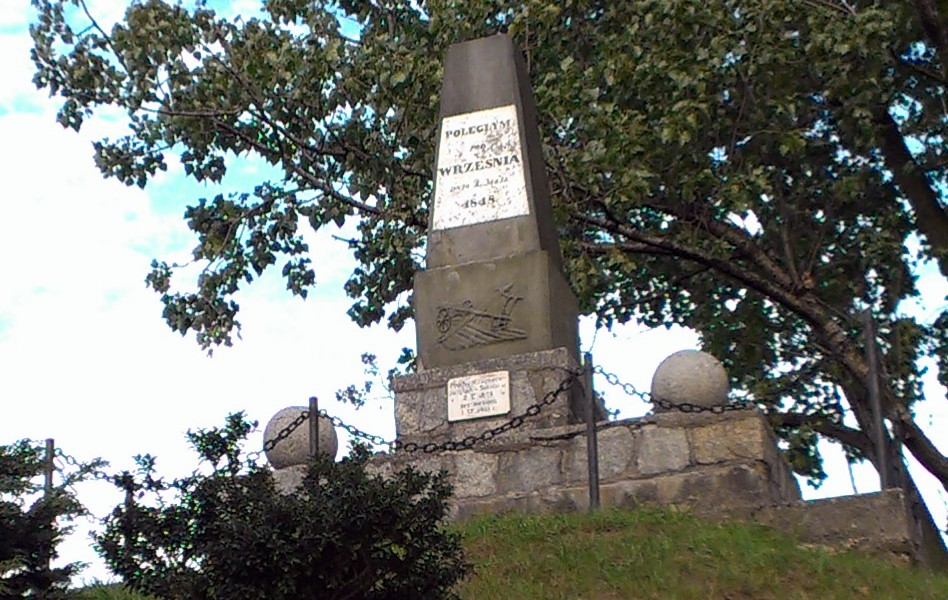
Monument